# Горішні Шерівці
Горішні Шерівці — село в Україні, у Чернівецькій області, Чернівецькому районі, центр сільської громади.

## Географія
Село Горішні Шерівці розташоване за 14.5 км на північ від обласного центру м. Чернівці та 27 км на південь від м. Заставна. До найближчої залізничної станції Садгора – 3 км., поблизу села проходить автошлях Т 2602.
Загальна територія села – 1198,1 га. На його території нараховується 990 господарств. Село поділяється на два великі кути – Гора і Долина.

## Назва
Саме село розміщене в одній з численних улоговин Хотинської височини. Для її вершин характерні пологі схили, вершини слабко виражені. Тому люди казали : «Йди в широкі гори». Це одна з версій назви.
За іншими переказами, саме поселення виникло біля фортеці, що знаходиться на одній з вершин Хотинської величини. Фортеця була однією з оборонних споруд, що охороняла кордони Київської Русі, а згодом і Галицько-Волинського князівства. Люди, що тут поселилися, почували себе в цілковитій безпеці, адже вони знаходились під охороною вояків. Тому вели господарство для того, щоб воїнів фортеці повністю забезпечити їжею. А через територію поселення проходив торговий шлях. І місцеві жителі вели торгівлю з людьми, що проходили шляхом. В ті часи, як і будь-коли, цінними були горіхи. Тому люди навколо села насаджували великі горіхові гаї. І багато людей їхало сюди лише для того, щоб купити горіхів. Люди казали, що гаї були широкими. Через певний час «широкі горіхові гаї» асимілювалися і послугували назвою села - Горішні Шерівці.

## Історія
Село Горішні Шерівці вперше згадується під 1453 роком. Точних відомостей щодо походження назви села немає, проте існує декілька варіантів виникнення цієї назви.
Історія села сягає у далеке минуле. На околиці сіл Горішні Шерівці та Задубрівка виявлено залишки поселень трипільської культури бронзової доби (III-II тис. до н. е.). У скіфську епоху (VII-III ст. до н. е.), коли виробництво заліза набрало досить високого розвитку, територію Чернівецької області заселяли землеробсько-скотарські племена, які згадуються Геродотом під іменем скіфи-орачі (західноподільська культура).
Слов’янські пам’ятки VI-IX ст. можна поділити на дві хронологічні групи (ранні – VI-VII ст., пізні – VIII-IX ст.). В урочищі гори Горгони розкопано слов’янське поселення VI-VII ст. Слов’янські поселення розташовуються за певною системою, групуються окремими відособленими гніздами. Так, наприклад, біля верхів’я річки Чоботарки та її приток поблизу с. Горішні Шерівці розташовані 8 слов’янських поселень, які займають територію діаметром до 5 км.
До складу Горішньошеровецького гнізда, крім селищ, входить городише на високому пагорбі Толока. Його майданчик 150 х 80 м обнесений оборонним ровом. Під час розкопок знайдено сліди оборонної стіни, яка на окремих ділянках була скріплена зрубами-опорами, опущеними в материк на глибину 1 м. В північній частині майданчика знайдено сліди довгого наземного будинку, що примикає до оборонної стіни. На укріпленому майданчику городища розкопані напівземлянки з печами-кам’янками, ямами-погребами, знайдено залізні шлаки. Приміщення розкопаного зрубу-опори, очевидно, використовувалося як реміснича майстерня. Тут розташоване вогнище, знайдено шлаки. Городище – господарсько-адміністративний центр VIII-ІХ ст. – було, очевидно, організуючим, об’єднуючим центром для населення, що входило до складу гнізда- общини. Зберігся оборонний рів, який оточує майданчик розміром 70 x 150 м, де розкопані залишки дерев’яних будинків з вогнищем. Функції князівської фортеці Х-ХІ ст. яскраво виражені в археологічних матеріалах городища Горішні Шерівці – ІІ. Це городище розташоване на вершині гори (483 м), що є однією з найвищих у системі Хотинської височини. На вершині цієї гори (її називають Городище) збереглися масивні земляні вали й глибокі рови. При дослідженні валів виявлено, що їх насипали племена ранньозалізної доби у ІІ-І ст. до н. е. Ці вали були потім використані для спорудження князівської фортеці. Головний вал городища, що оточує майданчик 100 х 70 м, будівельники давньоруської фортеці використали як платформу, на якій поставили в одну лінію оборонні зруби. Від оборонних зрубів залишилися лише обгорілі колоди, які лежать уздовж вершини валу й утворюють дві паралельні лінії, розміщені одна від одної на відстані 2м
Селище-супутник князівської фортеці в Горішніх Шерівцях розташовувалося на тій же горі, на горизонтальних майданчиках південного схилу, на 10-15 м нижче центрального майданчика городища. На території селища також збереглися сліди житла у вигляді западин. У розкопаній западині знайдено напівземлянку (3,8 х 3,6 м), заглиблену в материк на 1 м. В її північно-східному куті розташована зруйнована піч-кам’янка. В цій напівземлянці знайдено уламки ліпної й гончарної кераміки, яка датується не пізніше першої половини X ст. Така ж кераміка виявлена й на території городища. Очевидно, князівська фортеця в Горішніх Шерівцях побудована на рубежі ІХ-Х ст. Приблизно в цей же час були спалені укріплення городища общинного центру Горішні Шерівці – І
Йому на зміну прийшов новий центр суспільного життя, цього разу уже феодальний. Утвердження нових порядків не було мирним. Тільки цим можна пояснити той факт, що в кінці IX – на початку X століття городищ, общинний центр Горішні Шерівці – І, було спалено і замість нього споруджено городище – феодальний центр Горішні Шерівці – ІІ. Очевидно, общинні центри руйнувалися силою військово-феодальної знаті, влада якої саме в цей час йшла на зміну влади родоплемінної верхівки. Князівська фортеця в Горішніх Шерівцях проіснувала понад два століття: від початку X ст. до середини XII ст. Є всі підстави стверджувати, що це була фортеця київських князів. Вона була побудована після встановлення влади київських князів на цих землях і припинила своє існування, як тільки київські князі втратили тут свій вплив.
Під час монголо-татарської навали населення села Горішні Шерівці неодноразово переховувалося у лісах. Тоді ця місцевість була покрита густим лісом, який слугував схованкою для жителів невеличкого села, що розташувалося біля річки Будильче. Щоб легше переховуватися, люди робили з гілок дерев «буди», які потім називали «будильці», що означало для них сховище.
Від 1359 р. південна частина, а в кінці XV ст. північна частина Буковини входила до складу Молдавії. Головними верствами – станами за час молдавського періоду були з різними підгрупами бояри, духівництво, міщани, селяни, невільники. Відповідно до величини маєтків, бояри поділялися на «великих» і «малих». На Буковині розрізнялися чотири групи шляхти: бояри, мазилі, рупташі і резеші (дідичі).
Найбільше число селян становили кріпаки. Кріпаками ставали також військові полонені, яких здобували у сусідніх країнах. Найбільше таких полонених забирали з Покуття й Поділля, чим зміцнювався український елемент на Буковині протягом XVI ст. До категорії підданих селян долучалися й добровільні поселенці з сусідніх країв, які сюди приходили на заклик бояр чи монастирів. Їм спочатку давалися певні свободи (від цього називалися ці села слободами чи слободзіями: Слобідка – Шерівці Долішні).
З 1514 по 1772 р. територія села, як і територія всієї Північної Буковини, перебувала під турецьким гнітом. Жителі Горішніх Шерівців терпіли подвійний гніт як з боку власних феодалів, так і з боку іноземних загарбників. Турки робили окремі набіги на село, забирали полонених і відходили. Згадкою про ці часи є Турецька пивниця, розташована на околиці села (з повідомлень старожилів с. Горішні Шерівці). З 1774 р. територія Буковини стає володінням Австрії. З самого початку окупації території краю відводилась роль аграрно-сировинного додатку.
Хвиля революції 1848 р. у Європі сколихнула й буковинців. Повстання селян під проводом Лук’яна Кобилиці охопило весь край. Селяни проявляли одностайність, вимагаючи скасування кріпосного права й панщини. Австрійський уряд, наляканий розмахом селянської боротьби й революцією, змушений був 9 серпня 1848 р. видати патент про скасування феодальних повинностей селян на Буковині. Селянська реформа розчистила шлях до розвитку капіталізму, до піднесення господарської діяльності й на території Горішніх Шерівців. Так, у цей період в селі було збудовано спиртову фабрику (ґуральню), продукція якої йшла за межі Буковини. На панській плантації в основному вирощувалися цукрові буряки для продажу на цукрові заводи.
У 1871 р. було збудовано початкову школу, де навчалися діти переважно заможних селян. У 1890 р. почалося будівництво цегельні. Проникнення капіталізму на село призвело до розшарування селянства: куркулі вели господарство капіталістичного типу, а бідняки шукали виходу з важкого становища в еміграції. Так, у 1899 р. в Канаду емігрувало 56 чоловік. Селяни стихійно виступали проти поміщика Юстера (1905 р.), який наймав на роботу селян з інших сіл.
Воєнні події Першої світової війни 1914-1918 років не стали такими згубними, як для наддністрянських сіл Заставнівщини. Більше того, під час боїв у грудні 1915 – січні 1916 рр. австрійська влада терміново евакуювала жителів із зони бойових дій у Горішні Шерівці. Евакуйованих підселяли до горішньошеровецьких сімей, місцева громада надавала їм допомогу у вигляді продуктів і фуражу (частина людей прибула на власних возах з кіньми).
В період румунської окупації в селі Горішні Шерівці, як і по всій території краю, не втихає невдоволення окупаційним режимом. 17 листопада 1919 р. повстали солдати-українці 113-го полку, який дислокувався в Чернівцях. Серед повсталих були жителі Горішніх Шерівців Фельдичук Л. Д. (1898 р. н.), Литвинюк Д. Н. (1898 р. н.). Солдати проголошували: «Не будемо служити румунам!», «Хай живе Україна!».  В краї проводилася насильницька румунізація населення. Жителі села змушені були розмовляти румунською мовою, змінилася назва села – Широуци де Сус (з розповіді жителів с. Задубрівки Козака К. І. та Ісопенка М. Г.). Жандарми почували себе господарями в селі й карали селян за будь-яку провину. Прикладом для підлеглих ставали і їх начальники, про що свідчить такий факт.
Після нападу гітлерівської Німеччини на Радянський Союз у Заставнівському районі була проведена часткова мобілізація чоловіків 1906-1918 років народження, ними комплектувалися полки і батальйони 6-ї і 96-ї гірських та 164-ї стрілецької дивізій, 25-й шляхово-експлуатаційний полк та інші частини. Серед мобілізованих були жителі села Горішні Шерівці. За роки війни радянська влада мобілізувала на фронт 221 жителя села. Із них 102 жителі не повернулися з фронтів війни, 21 – пропав безвісти, повернулися у село 117 чоловік, 49 – поранено. Вдячні односельчани спорудили в центрі села пам’ятник загиблим воїнам за проектом задубрівського майстра-архітектора Миколи Ісопенка.
Період 1946-1947 рр. для жителів села Горішні Шерівці був украй важким. Село охопила посуха весни-літа 1946 р. Незважаючи на низький врожай 1946 р., влада району вилучила із села практично все зерно в рахунок виконання плану поставки державі. Забирали все до останньої зернини, навіть останні залишки посівного зерна. Наслідком такої політики став голодомор. У Садгорі та м. Чернівці жителі були забезпечені картковою системою видачі продуктів харчування, а селяни таких карток не мали. Факти свідчать про те, що в селі був голод. Особливо трагічною виявилась перша половина 1947 року. Ослаблені голодом, селяни стали дуже хворіти, здебільшого діти і люди похилого віку. Кількість хворих збільшилась після того, як влітку 1947 р. розпочалися жнива.
Вже восени 1947 року ситуація в селі поліпшилася, бо багатий урожай зумів нагодувати людей. Але люди все ще бідували, бо великого достатку не мали. Діти завжди просили хліба. Точних даних про кількість жертв від голоду в архівних документах села не збереглося, але із свідчень старожилів видно, що це дійсно був голодомор, штучно породжений радянською владою.
Змінилося життя села Горішні Шерівці після 1947 року. 4 жовтня 1950 року селяни створили колгосп iм. Ворошилова, який об’єднав колгосп «Молода гвардія» (с. Горішні Шерівці, 1948 p.) i «Велика перемога» (с. Задубрівка). Головою колгоспу став Костенюк В. Л., головою сільської ради – Старий Аксентій Якович. У 1949 році в Горішніх Шерівцях почала працювати спочатку семирічна, а згодом восьмирічна школа, яка розміщувалась у приміщенні початкової школи, збудованої ще в 1871 році. У 1967 році колгосп збудував середню школу, яка функціонує понині (розрахована на 250 місць, навчається 470 учнів). У 1989 році почала працювати нова амбулаторія. В 1992 році введено в дію нове приміщення відділення зв’язку та сільської ради. У 1993 році на базі колгоспу створено селянську спілку імені Шевченка, почалося розпаювання всієї землі. У 1999 році селянську спілку реформовано у товариство з обмеженою відповідальністю імені Шевченка.
З 24 серпня 1991 року село у складі незалежної України.
12 червня 2020 року, відповідно до розпорядження Кабінету Міністрів України № 729-р «Про визначення адміністративних центрів та затвердження територій територіальних громад Чернівецької області», Горішньошеровецька сільська рада об'єднана з Горішньошеровецькою сільською громадою.
17 липня 2020 року, в результаті адміністративно-територіальної реформи та ліквідації Заставнівського району, село увійшло до складу Чернівецького району.

## Населення
Згідно з переписом УРСР 1989 року чисельність наявного населення села становила 2705 осіб, з яких 1254 чоловіки та 1451 жінка.
За переписом населення України 2001 року в селі мешкали 2792 особи.
За національним складом переважають українці, а також проживають інші національності: росіяни, молдовани, румуни, поляки.

### Мова
Розподіл населення за рідною мовою за даними перепису 2001 року:
| Мова       | Відсоток |
| ---------- | -------- |
| українська | 99,79 %  |
| російська  | 0,21 %   |

## Економіка
На територіі села є піщаний кар’єр, матеріали якого використовуються на будівництві в селі та за його межами.

## Сьогодення
Село розташоване в безпосередній близькості від міста Чернівці. Чимало горішньошерівчан працюють на підприємствах обласного центру або займаються власною справою. Через суб’єктивні та об’єктивні причини занепало місцеве агроформування. На щастя, справжнім господарям вистачило здорового глузду не розтягнути по цеглині колишні приміщення корівників, а віддати їх тим людям, які вирішили вкласти гроші в економіку своєї держави.
У колишніх корівниках розмістилися цехи, де виробляють плитку, столярні вироби, миючі засоби, колготи, тапочки. Підприємство «Євро-люкс Плюс» (підприємець Ю. Поляк), яке переробляє деревину різних порід, будує дерев’яні будинки в зруб, лазні, сауни, виготовляє альтанки, дитячі ігрові майданчики, садові меблі та інше. Продукцію цієї фірми можна побачити в Києві, Криму, Німеччині, Іспанії (там працюють дві бригади).
Гордістю Горішніх Шерівців є Будинок культури, який на 25 років взяла в оренду О. Бешлей. Жінку не зупинили ні труднощі, ні великі суми кредитів, які довелося взяти для облаштування, ні затрачені власні зусилля й час. Нині ця будова належно відремонтована. Жінка не шкодувала нічого, щоб її дітище гарно виглядало. Тут проводять різноманітні урочистості, бенкети, весілля, іменини, хрестини. Молодь залюбки відпочиває у комфортному залі, танцюючи під найсучасніші ритми світової естради. Та це не так важко взяти кредит,  не віддівати борги роками,  але при цьому розказувати, скільки Вона  всього зробила,  проте замовчувати , що зроблено це за чужі кошти.. Проте рано чи пізно борги потрібно буде віддавати,  і тоді,  напевно,  пані Бешлей буде звертатись за допомогою до сільської громади,  бо сама безвідповідально та за чужий рахунок возвела себе в статус Почесної Мешканки, яка нічого не шкодує для села, при цьому живучи за чужий рахунок, та заробляючи роками на місцевих мешканцях.
Дуже гарними є вулиці Молодіжна, Буковинська (проживають в основному молоді сім’ї), де за власний кошт привели у належний стан дороги. Порожніх будинків у селі майже нема. Хоч ціни інколи «кусаються», але розкуповують усе, що може знадобитися завбачливим господарям.
У Горішніх Шерівцях можна побачити новобудови, у яких розміщуватимуться торговий комплекс, аптека, безалкогольний бар. До новобудов села належить і будівля церкви ХВЄ,яку звели у 2006 р.
В центрі села розташована загальноосвітня школа. Приміщення не розраховане для такої кількості дітей (їх тут більше 450), тому навчальний процес доводиться проводити у дві зміни.
Село газифіковане. Велика заслуга в цьому сільської громади, яка не шкодувала ні коштів, ні зусиль для вирішення питання газифікації. Горішні Шерівці охоплені сучасною телефонізацією. На даний час у селі є 650 телефонних номерів.

## Відомі люди
- Безборотько Володимир Ярославович (1996—2024) — український футбольний арбітр, солдат збройних сил України, учасник російсько-української війни.
- Денис Квітковський — відомий український громадсько-політичний діяч, український історик, адвокат, публіцист, педагог, видавець, голова проводу ОУН (4 листопада 1977 — 15 березня 1979).
- Карбулицький Іларіон — педагогічний та громадський діяч, публіцист, письменник, член Української національної ради ЗУНР. Брат Володимира Карбулицького.
- Карбулицький Володимир — український поет, прозаїк і перекладач. Брат Іларіона Карбулицького.